# Stijn Wuytens
Stijn Wuytens (ur. 8 października 1989 w Brukseli) – belgijski piłkarz, występujący na pozycji pomocnika. Od 2020 zawodnik Lommel. Jest krewnym Jana Wuytensa, także piłkarza.

## Kariera
Stijn Wuytens karierę rozpoczął w klubie KRC Genk. Następnie przeniósł się do juniorskiej drużyny PSV Eindhoven. W seniorskiej drużynie zadebiutował w 2008 roku, w meczu z Feyenoordem o Superpuchar Holandii. Następnie w 2009 roku został wypożyczony do De Graafschap, w którym zagrał w 17 meczach. Grał też w Beerschot AC i Willem II Tilburg. W 2016 przeszedł do AZ Alkmaar, a w 2020 do Lommel.